# 大菲施林根
大菲施林根是德国莱茵兰-普法尔茨州的一个市镇。总面积4.31平方公里，总人口625人，其中男性310人，女性315人（2011年12月31日），人口密度145人/平方公里。